# Celestino Giuseppe Giampaoli
Celestino Giuseppe Giampaoli (Urbignacco di Buja, 1912 – Roma, 2007) è stato un incisore, medaglista, pittore e scultore italiano.
Fu allievo del fratello incisore Pietro Giampaoli che lo chiamò a Roma e lo accolse nella bottega di Torre dei Capocci.
Dal 1939 sviluppò un percorso artistico nell’arte della medaglia e nella numismatica, che lo portò a realizzare modelli per il Sovrano militare ordine di Malta, l’Uganda, la Giordania, l’Indonesia, l'emirato di Sharja e quello di Fujaira. Nel secondo dopoguerra si avvicino al linearismo grafico dell’arte contemporanea. Nel 1979 firmò, insieme con Guido Veroi, la moneta da 500 lire per la Città del Vaticano, nel primo anno di pontificato di papa Giovanni Paolo II..
Collaborò con la Zecca di Stato turca nel periodo in cui l'acmonital (Acciaio Monetale Italiano) veniva utilizzato per le monete in quel Paese.